# 固氧
固氧、固态氧形成于正常大气压的54.36K（-218.79°C）以下。固态的氧气由于吸收红色光，像液氧一样，是浅蓝色透明物质。
氧分子因它在分子磁化（molecular magnetization）上与晶体结构、电子排布、超导电性的关系而受到关注。氧分子是能承载磁矩的唯一的简单双原子分子（通常情况下纵使所有分子也只有少数能够如此）。它被认为是“受自旋控制（spin-controlled）”的晶体，并因此展现出不寻常的磁性规律。在极高压下，固氧从热绝缘材料变成金属的形态；而在极低温下，它甚至能变成超导体。对固氧的结构研究始于19世纪20年代，目前，已确定六种明确的晶体相。
固氧的密度从α相的约21 cm3/mol，到γ相的约 23.5 cm3/mol 。固氧的摩尔质量 来自美国国家标准技术研究所

## 相变
已知存在六种不同相态的固氧：

固氧的相图

1. α相：浅蓝色，正常大气压下生成于23.8K以下，单斜晶系。
2. β相：微弱的蓝色至粉红色，正常大气压下生成于43.8K以下，三方晶系。（室温高压下变为O
4）
3. γ相：微弱的蓝色，正常大气压下生成于54.36K以下，等轴晶系。
4. δ相：橙色，室温下施加9GPa（9千兆帕斯卡）以上的压强时生成。
5. ε相：深红色至黑色，室温下施加10GPa以上压强时生成。
6. ζ相：金属，在96GPa以上压强生成。

已知室温下给氧气施加压强时，它会凝固成叫做β相的物态。继续加大压强后，9GPa时，β相相变为δ相，10GPa时变为ε相。同时，随着分子间斥力的增大，β相的颜色从粉红到橙色，再到红色（稳定的O
8形式），红色随压强增大而逐渐变深直至黑色。96GPa下ε相出现后继续压缩，将出现金属形式的ζ相。

## 红氧
随着室温下氧气的压强超过10GPa，它将出人意料地相变为另一个同素异形体。它的体积骤减，颜色也从蓝变成深红。这种ε相发现于1979年，但当时它的结构并不清楚。基于它的红外线吸收光谱，1999年，研究人员推断此相态是O
4分子的晶体。但在2006年，X射线晶体学表明这个被称作ε氧或红氧的稳定相态实为O
8。此结构在理论上不曾被预测：由四个O
2分子组成的菱形的O
8原子簇。
|                |                       |
| O 8 的球棒模型 | ε氧的晶体结构的一部分 |

所有相态中，这个相态相当有趣。它颜色为深红色，对红外线吸收能力很强，并有磁场缩灭（magnetic collapse）。它在很大的压强范围内（10GPa至96GPa）稳定，已成为许多X射线衍射、光谱学和理论学者的课题。
- 它表现出单斜晶系中的C2/m对称。
- 它对红外线的吸收被认为是氧分子的联合的堆砌的结果。
- 液氧已被用作火箭中的氧化剂，红氧则被认为可能会是更好的氧化剂，因为它能量密度更高[12]。
- 研究人员认为这种结构可能极大地影响对元素结构的研究。
- 600K以上的温度下，17GPa的压强亦能生成此相态[5]。
- 11GPa时，O
8原子簇内的键长为0.234纳米，原子簇之间距离为0.266纳米。而氧分子O
2的键长是0.120纳米[5]。
- 研究中O
8原子簇的构成原理尚不清楚，研究人员认为氧分子间电荷的运动或者磁矩在这种构成中起重要作用[5]。

## 金属氧
ε相的氧被继续压缩后，出现了ζ相。这种相态在1990年，给氧气施加132GPa压强时也出现了。已知金属的、簇状的ζ相在低温下表现出超导性。